# Le Chasseur de monstres
Pour plus de détails, voir Fiche technique et Distribution.
Le Chasseur de monstres (Il cacciatore di squali) est un film mexico-hispano-italien réalisé par Enzo G. Castellari, sorti en 1979.

## Synopsis
Sur une île paradisiaque, un chasseur de requins taciturne élabore un plan minutieux afin de récupérer un magot enfoui dans la carcasse d'un avion située au fond de l'océan. Mais d'autres prétendants sont aussi sur le coup...

## Fiche technique
- Titre français : Le Chasseur de monstres
- Titre original : Il cacciatore di squali
- Réalisateur : Enzo G. Castellari
- Scénario : Tito Carpi, Jaime Comas Gil, Jesús R. Folgar & Alfredo Giannetti
- Musique : Guido De Angelis & Maurizio De Angelis
- Photographie : Raúl Pérez Cubero
- Montage : Gianfranco Amicucci & Massimo Gasperini
- Production : Enzo Doria
- Sociétés de production : Tei Film International & Arca Films
- Pays :  Mexique,  Espagne,  Italie
- Langue : Italien
- Format : Couleur - Mono - 35 mm
- Genre : Aventures
- Durée : 97 min
- Dates de sortie : 
  - Italie : 24 décembre 1979
  - France : 6 octobre 1982

## Distribution
- Franco Nero : Mike Di Donato, dit « L'Américain »
- Jorge Luke : Acapulco
- Michael Forest : Donovan
- Werner Pochath : Ramon
- Patricia Rivera : Juanita
- Mirta Miller : Rosy
- Eduardo Fajardo : Le capitaine Gómez
- Enzo G. Castellari : Le tueur
- Rocco Lerro : La brute

## Tournage
- Le film a été tourné sur l'île de Cozumel, près de la côte du Mexique.